# Hermandad de la Hiniesta (Sevilla)
La Hermandad de la Hiniesta es una cofradía de culto católico instaurada en la iglesia de San Julián, en el barrio homónimo de la ciudad de Sevilla, Andalucía, España. Realiza su estación de penitencia el Domingo de Ramos, dentro de las celebraciones de la Semana Santa en Sevilla. Su nombre completo es Real e Ilustre Hermandad Sacramental de la Inmaculada Concepción y Franciscana, Primitiva y Cisterciense Cofradía de Nazarenos de la Piedad de Nuestra Señora, Santísimo Cristo de la Buena Muerte, Santa María Magdalena y María Santísima de la Hiniesta Dolorosa y Gloriosa Coronada.

## Historia

### La leyenda
Ante la devoción de la ciudad por la Virgen de la Hiniesta Gloriosa el clérigo Francisco Lorenzo de Vela y Rosales (1654-1713) publicó en 1688 un discurso sobre la historia de la Virgen hasta que fue encontrada en Cataluña en el siglo XIV.
Según la leyenda el apóstol Santiago el Mayor habría llegado a España a predicar instaurando la Iglesia en Sevilla y colocando a su cargo a su discípulo Pío. Pío hizo una imagen de la Virgen que colocó en la iglesia de Santa Jerusalén, creada en el año 38. Esa iglesia habría estado situada cerca de la puerta de Córdoba.
Con la invasión de los vándalos en el siglo V esta Virgen se escondió en una casa junto a la antigua muralla y el antiguo templo se abandonó. Tras este suceso se construyó una nueva iglesia en ese lugar, que también fue llamada de Santa Jerusalén. En la invasión musulmana del 711 la imagen de Virgen fue llevada al norte de España y escondida en un lugar de los montes de Cataluña.
Sobre el hallazgo se ha escrito, con mayor o menor detalle, la misma historia por parte de los cronistas de Sevilla desde el siglo XVI. En el siglo XIV, en Cataluña, el caballero mosén Per de Tous encontró la imagen mientras estaba cazando dentro de un matorral de hiniesta con una inscripción que, según el historiador del siglo XVII Diego Ortiz de Zúñiga. La Virgen sería llevada a Sevilla y colocada en la iglesia de San Julián, que se encontraba cerca de la puerta de Córdoba.
En 1407 Per de Tous construyó una capilla a la Virgen de la Hiniesta en la cabecera de la nave del evangelio de la iglesia de San Julián. Según la leyenda, el infante Fernando de Antequera era devoto de esta Virgen y durmió en su capilla la noche del 7 de septiembre de 1407.

### Historia de la hermandad
En 1412 se fundó una hermandad para rendir culto a la Virgen de la Hiniesta. En 1480 un clérigo llamado Luis Alfonso cedió a la hermandad unas casas tras la iglesia de San Marcos para que crearan un hospital y la hermandad se trasladó allí.
En 1499 Juan de Monsalves, nieto de Per de Tous, fundó una capellanía en la capilla de la Virgen de la Hiniesta. En el año 1500 Francisco Enríquez de Ribera fundó cinco capellanías en la capilla de la Virgen y, en 1507, ordenó en su testamento que se añadieran tres capellanías.
La hermandad procesionó por primera vez el Jueves Santo de 1565, con un Cristo crucificado y una Virgen Dolorosa con la advocación de la Virgen de la Hiniesta. En 1568 la autoridad eclesiástica autorizó la unión de la Hermandad de la Hiniesta con la de las Ánimas del Purgatorio de San Julián. En 1587 se clausuró el hospital y la hermandad marchó a la capilla de la nave del evangelio de la iglesia de San Julián.

#### SigloXIX

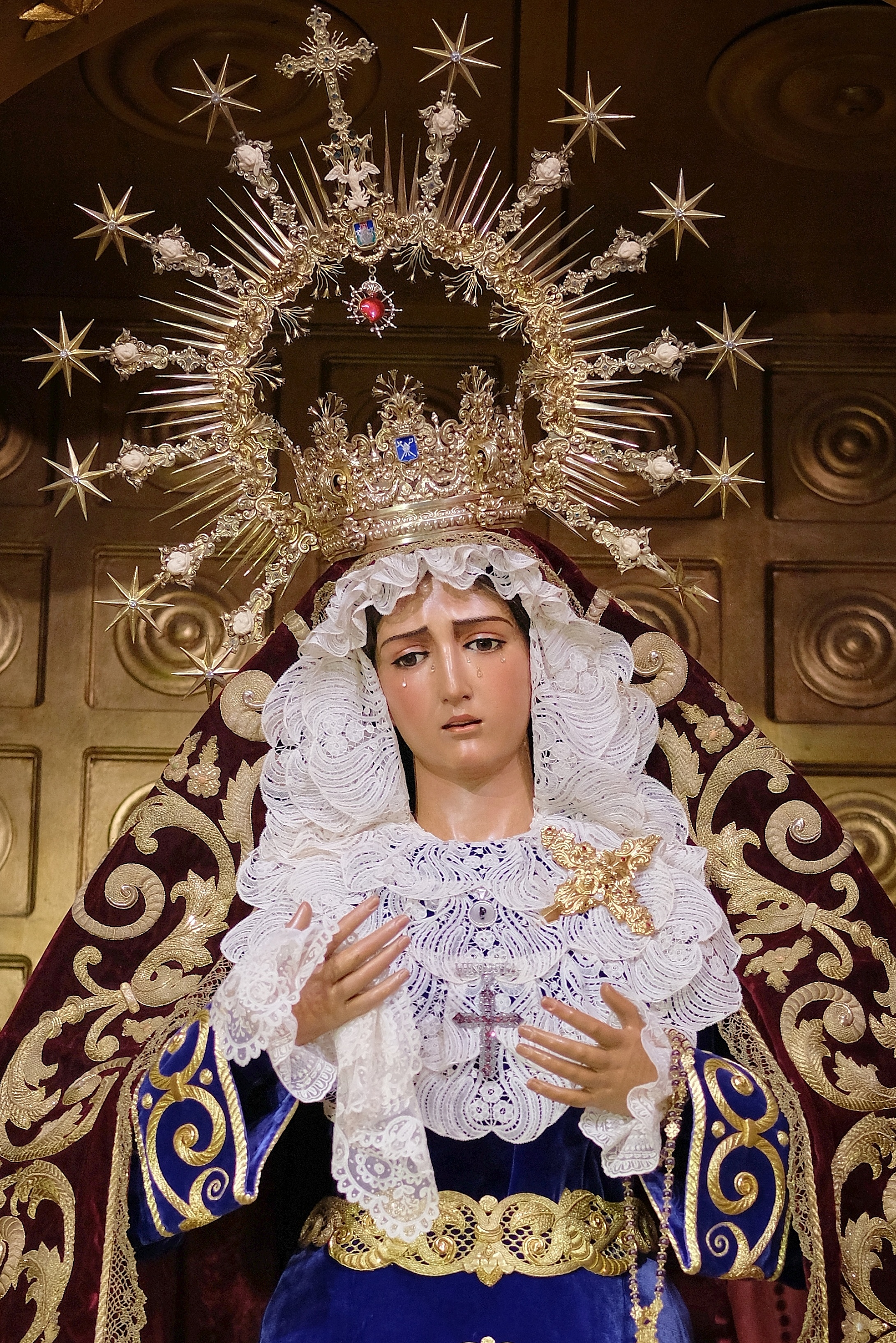
María Santísima de la Hiniesta Dolorosa

La hermandad de penitencia desapareció en el siglo XVII. La existente en la actualidad se refundó en 1879 en la iglesia San Julián. No existía constancia de con qué tallas procesionaba en Semana Santa por lo que tomaron un Cristo existente en la parroquia, obra de Felipe de Ribas, y una Virgen dolorosa atribuida a Martínez Montañés. Desde 1906 comenzó a hacer estación con regularidad el Domingo de Ramos.

#### DelsigloXXa la actualidad
Las imágenes de la hermandad fueron destruidas en 1932, en un incendio intencionado de la parroquia de San Julián.
Antonio Castillo Lastrucci realizó otro Cristo y otra Dolorosa y la hermandad se trasladó a la iglesia de San Marcos. Durante los años 1935 y 1936 hicieron penitencia desde la iglesia de Santa Marina.
El 18 de julio de 1936 fue incendiada la iglesia de San Marcos, donde se encontraban las imágenes. Nuevas imágenes serán realizadas por el mismo escultor, Antonio Castillo Lastrucci. La hermandad volvió a su sede canónica original, la iglesia de San Julián, en 1946, una vez restaurada.
Los años 1990, 1991 y 1992 y 1994, debido a unas obras realizadas en la parroquia, volvió a hacer estación de penitencia desde Santa Marina.
En junio de 2015 se organizó una procesión extraordinaria de la Virgen con motivo de los 450 años de las primeras reglas de la hermandad. El 30 de mayo, día de San Fernando, de 2015, fueron condecoradas con la Medalla de Oro de la ciudad la Hermandad de las Cigarreras y de la Hiniesta por sus 450 años de historia.
Desde 2015, con motivo del 450 aniversario de la aprobación de sus primeras reglas de penitencia, la hermandad inició una línea de innovación artística, aunando tradición y vanguardia, con pintores y diseñadores como Manolo Cuervo, Manuel Ortiz y Santiago Ydáñez.

## Imágenes

### Procesión de Semana Santa

#### Cristo de la Buena Muerte

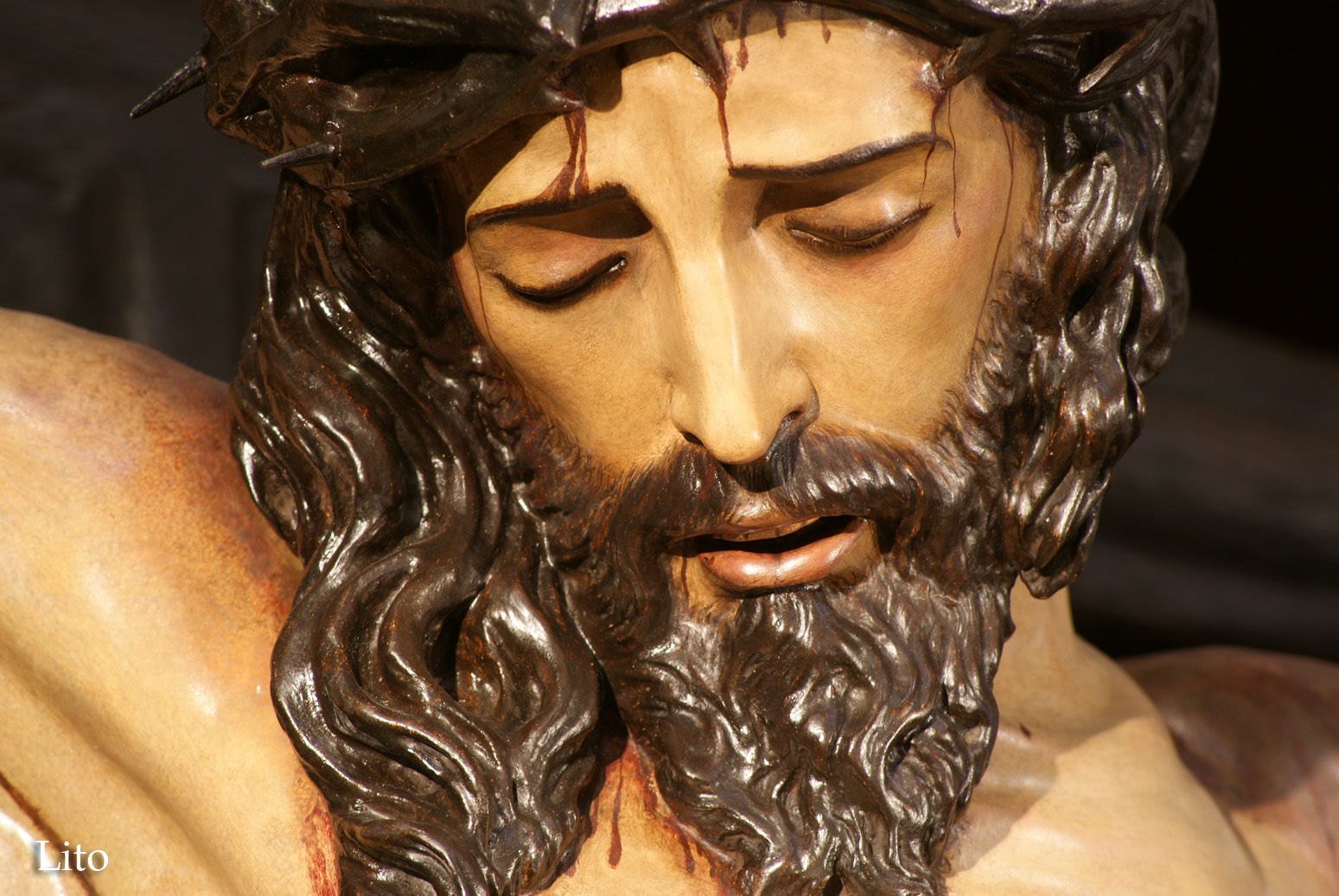
Cristo de la Buena Muerte.

En el paso de Cristo se le representa muerto en la cruz con María Magdalena arrodillada a sus pies. El paso, realizado en 1972, es de estilo renacentista, iluminado por cuatro hachones.Es de madera de caoba con apliques de orfebrería en plata de ley, cartelas y ángeles en madera de naranjo. El Cristo lleva potencias de plata dorada. Tallado en 1970. La plata que compone el paso de palio en sus varales y la orfebrería de los respiraderos, es de plata de ley, así como los candelabros de cola, jarras, peana y más de la mitad de la candelería.
El Cristo y la Magdalena son obra de Antonio Castillo Lastrucci. El Cristo es de 1938 y la Magdalena es de 1944.

#### Virgen de la Hiniesta Dolorosa
El paso de palio muestra a la Virgen de la Hiniesta Dolorosa, lleva corona de plata dorada labrada por Marmolejo en 1963, el palio y el manto son de terciopelo azul bordados en plata en 1907 por Juan Manuel Rodríguez Ojeda.
La Virgen bajo palio es de 1937 y también es de Antonio Castillo Lastrucci.

### Otras imágenes

#### Virgen de la Hiniesta Gloriosa

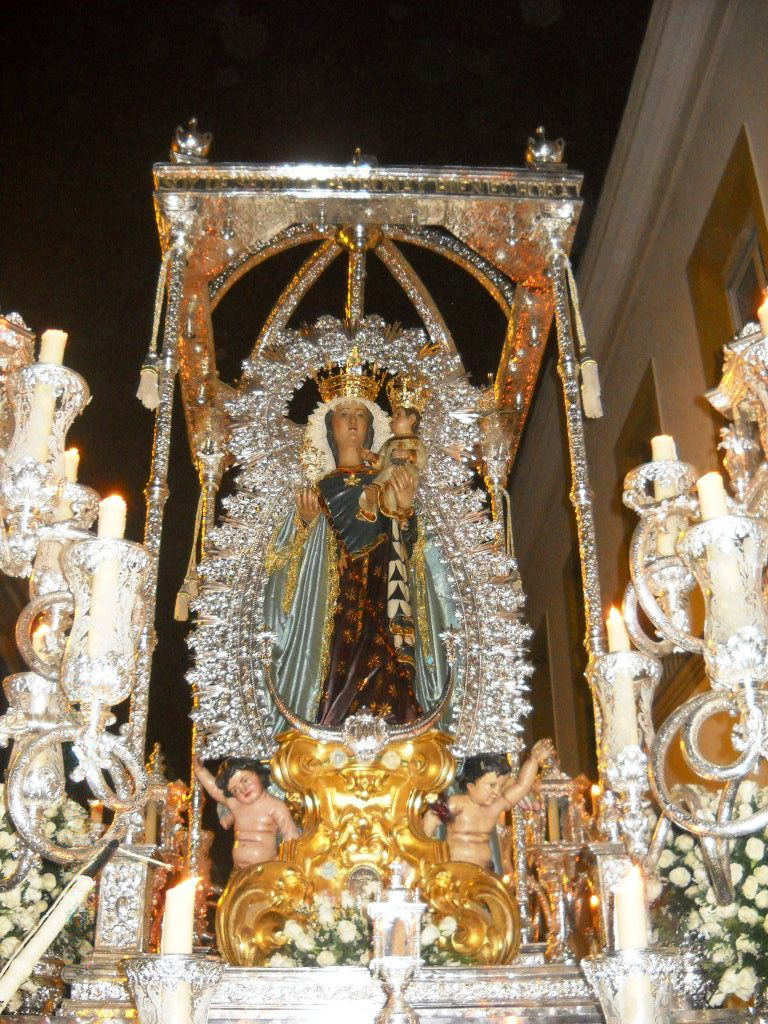
Virgen de la Hiniesta Gloriosa.

La Virgen de la Hiniesta Gloriosa estaba datada en el siglo XIV pero fue destruida en 1932 y la actual copia fue realizada por Antonio Castillo Lastrucci en 1945. La imagen del siglo XX se hizo respetando el estilo gótico de la original medieval.
La imagen salió en procesión de rogativas en 1580 por la sequía, en 1582 por la epidemia de peste, en 1588 para procurar el éxito de la Armada Invencible y en 1649 por la epidemia de peste. En la procesión de 1649 el Ayuntamiento dispuso que, de manera perpetua, el 8 de septiembre se celebraría una función votiva de acción de gracias con representación del Ayuntamiento. Al desaparecer la Hermandad este voto municipal cayó en desuso, retomándose en 1941 y se ha mantenido hasta la actualidad.
En 1959 el papa Juan XXIII le otorgó la corona canónica. Fue coronada canónicamente en la Catedral por el arzobispo José María Bueno Monreal en 1974 y de regreso al templo el Ayuntamiento le dio un bastón de mando nombrándola alcaldesa honoraria y perpetua de Sevilla.
En la víspera de la celebración del Corpus Christi esta virgen procesiona hasta un altar de la Plaza San Francisco y el Cristo de la Hermandad de la Sagrada Cena lo hace hasta un altar que se sitúa en el Palacio Arzobispal.

## Acompañamiento Musical
Cruz de guía: Agrupación Musical Juvenil de Santa María Magdalena (Arahal).
Cristo: Agrupación Musical Santa María Magdalena (Arahal).
Virgen: Banda de Música Municipal de Mairena del Alcor.

## Túnicas
Blancas, de cola y antifaces azules, cinturón de esparto en el paso de Cristo y azul como el antifaz y sotanas y capa de color merino con cíngulo azul y blanco en la Virgen.

## Paso por la carrera oficial
| Predecesor: Jesús Despojado | Orden de entrada en la carrera oficial (Domingo de Ramos) 3º lugar | Sucesor: La Paz |